# Сульново
Сульново (пол. Sulnowo) — село в Польщі, у гміні Швеці Свецького повіту Куявсько-Поморського воєводства.
Населення — 702 особи (2011).

## Демографія
Демографічна структура станом на 31 березня 2011 року:
|          | Загалом | Допрацездатний вік | Працездатний вік | Постпрацездатний вік |
| -------- | ------- | ------------------ | ---------------- | -------------------- |
| Чоловіки | 346     | 89                 | 237              | 20                   |
| Жінки    | 356     | 100                | 209              | 47                   |
| Разом    | 702     | 189                | 446              | 67                   |